# 燈側鰏屬
燈側鰏屬（學名：Photolateralis）是蝴蝶魚目鰏科的一屬。

## 名称
本属学名前綴词根（phōtō-）意为“光”，意为“側面”，因本属鱼类中部側線上有間斷或連續的透明紋線而得名。

## 形态
背鰭有硬棘8枚、軟條16枚，臀鰭硬棘3枚、軟條14枚。

## 分布
本属分布于印度洋到西太平洋一带，主要生存于热带的礁石或泥質底海域，為底棲或上底棲魚類，水深1至20米。

## 分類
本屬包含4個物種：
- 堅燈側鰏 Photolateralis stercorarius (Evermann & Seale, 1907)
- 莫爾登島燈側鰏 Photolateralis moretoniensis (Ogilby, 1912)
- 多窗燈側鰏 Photolateralis polyfenestrus Sparks & Chakrabarty, 2019
- 安東燈側鰏 Photolateralis antongil (Sparks, 2006)